# Cal Roc (el Prat de Llobregat)
Cal Roc és una masia del Prat de Llobregat (Baix Llobregat) inclosa a l'Inventari del Patrimoni Arquitectònic de Catalunya.

## Descripció
Masia que correspon a la tipologia 1.II de l'esquema de Danés i Torras. Ha estat molt restaurada, tal com es veu en la utilització de materials moderns (pedra artificial) als murs de tanca dels cossos laterals. Malgrat això conserva l'estructura bàsica antiga que és la més usual a la Marina: cobertes a dues vessants en perpendicular a la façana orientada a mar.